# Sapas Mons

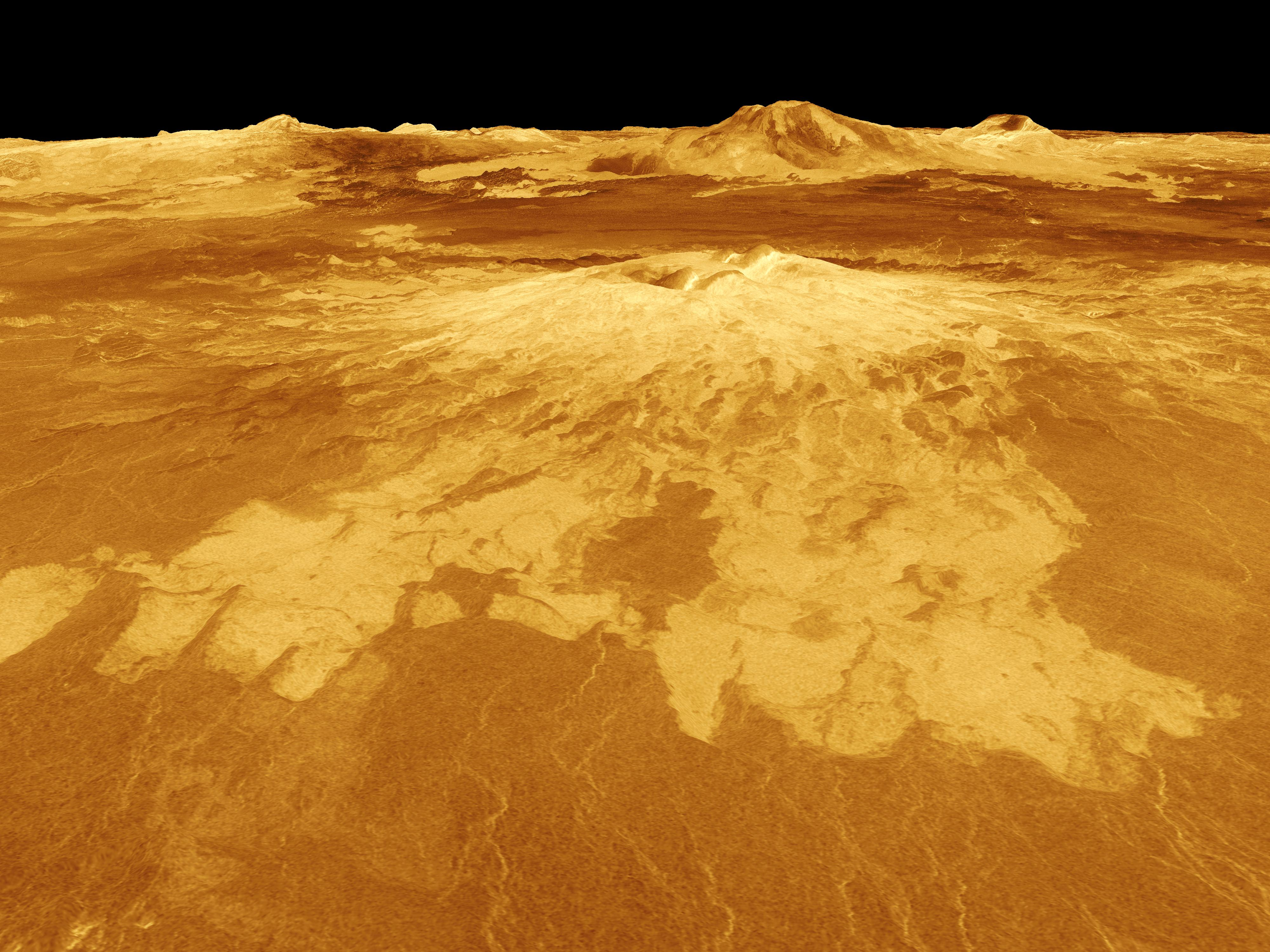
Sapas Mons in computergenerierter Ansicht aus Nordwesten. Im Hintergrund v. l. n. r.: Ozza Mons, Maat Mons und Ongwuti Mons. Radarbild in Falschfarben und in zehnfacher Höhendarstellung.

Der Sapas Mons (lateinisch für Berg der Sapas, nach einer phönizischen Göttin) ist ein Vulkan auf der Venus.

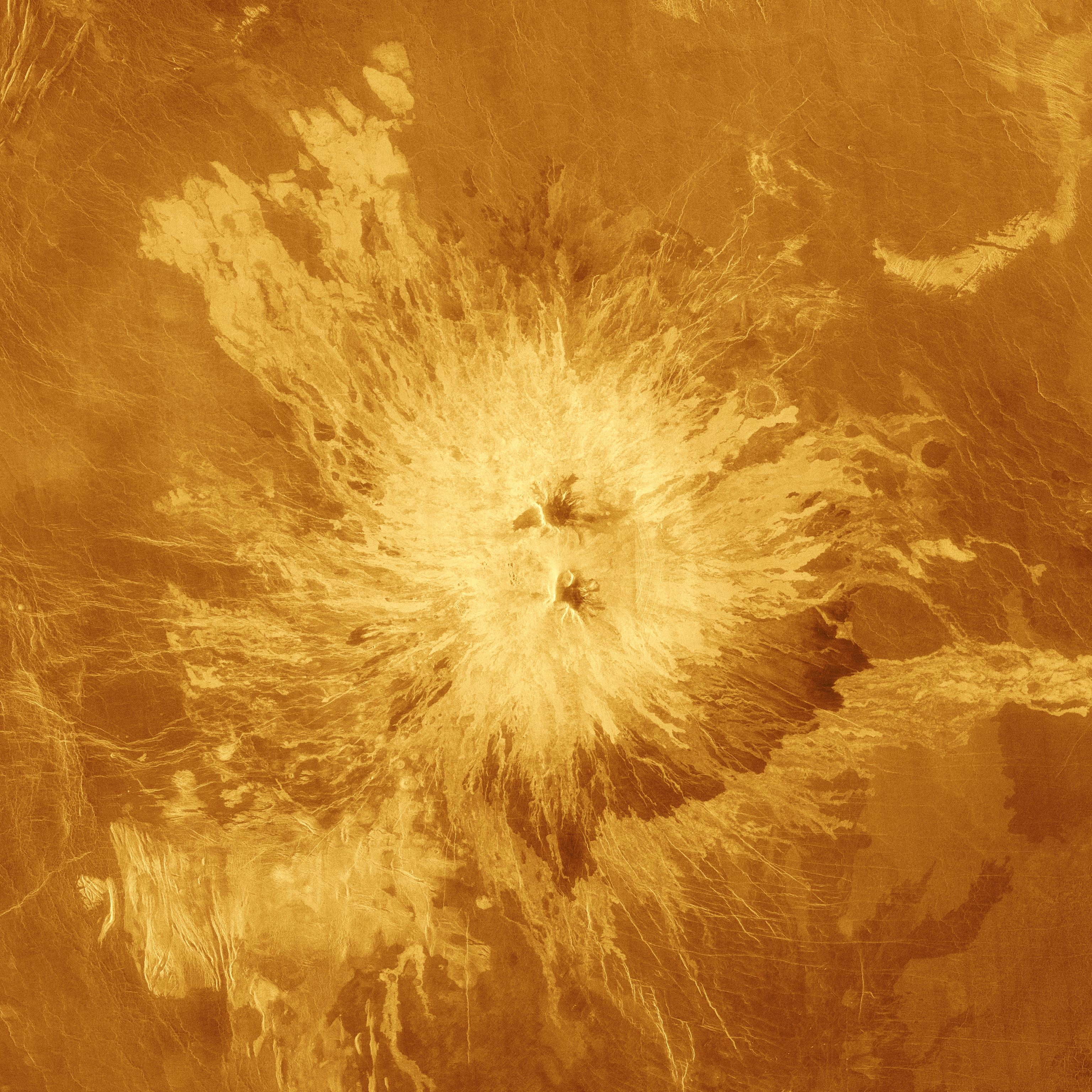
Sapas Mons in der Draufsicht

## Beschreibung
Der Schildvulkan hat eine Höhe von etwa 1,5 Kilometern über der eigenen Basis, einen Basisdurchmesser von 400 Kilometern und reicht bis 4,5 Kilometer über das mittlere Niveau des Planeten. Er liegt in der Nähe des Äquators bei 8° nördlicher Breite und 188° östlicher Länge im Hochland Aphrodite Terra, im Westen der Atla Regio.
Auffällig sind beim Sapas Mons die vielen schmalen Lavaflüsse. Wie bei allen Vulkanen auf der Venus wurden nie Ausbrüche beobachtet.